# Gianni Morandi

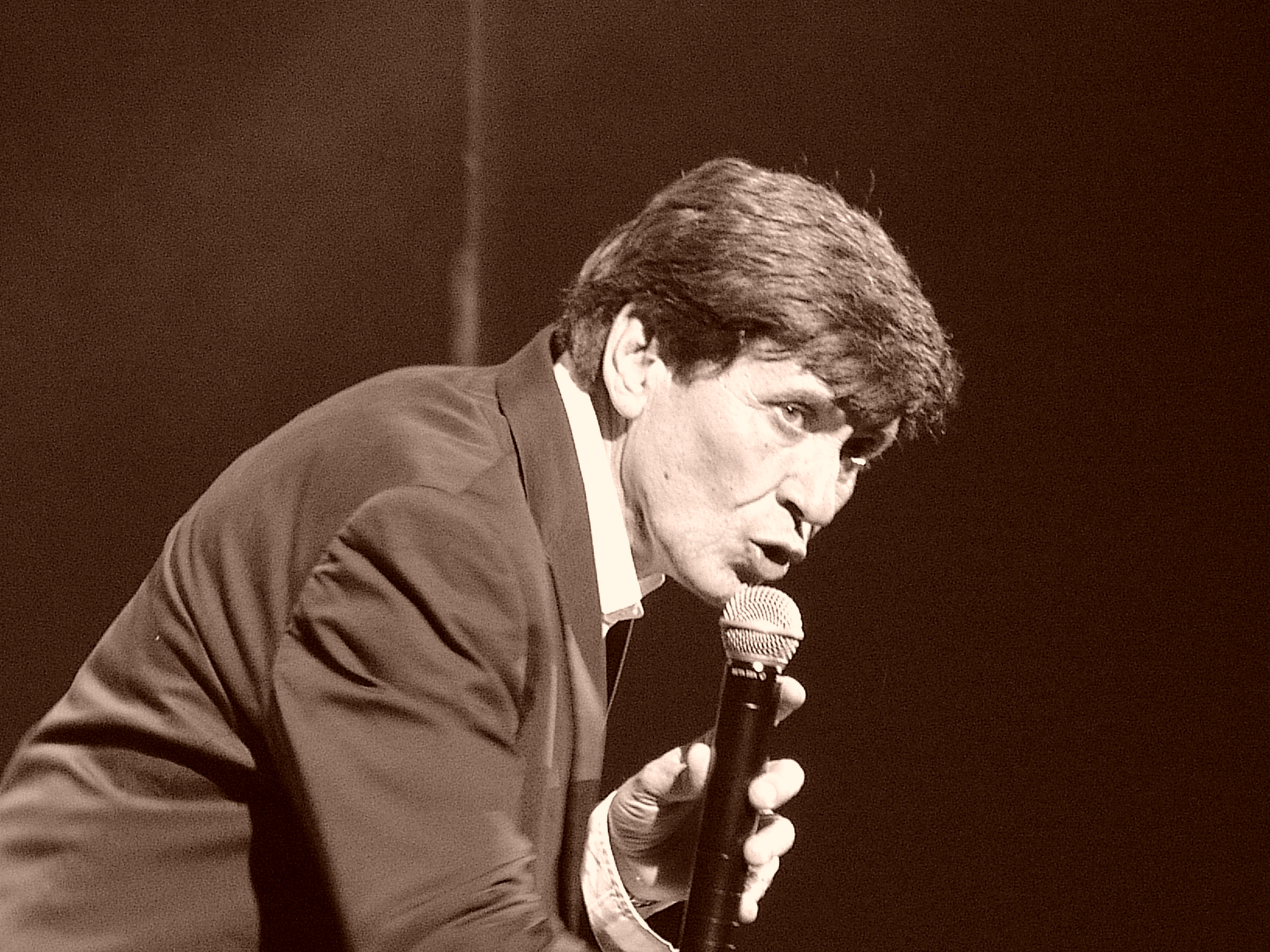
Gianni Morandi en 2007.

Gianluigi Morandi (Monghidoro, 11 de diciembre de 1944), más conocido como Gianni Morandi, es un cantante, actor y presentador de televisión italiano.

## Trayectoria artística
En su carrera musical, ha participado en varios festivales de su país y fuera de este, en los que ha obtenido la admiración del público; ha acompañado a grandes cantantes como Jimmy Fontana, Luciano Pavarotti, Rita Pavone y Donatella Moretti.
Fue famoso por su canción "Linda Belinda" (versión en español de "Pretty Belinda" de Chris Andrews) posteriormente grabó también una versión en italiano del mismo tema como "Bella Belinda". Ha grabado alrededor de 32 discos.
En 1970 representa a Italia en Ámsterdam en el Festival de la Canción de Eurovisión de 1970 con la canción Occhi di Regazza quedando en un octavo lugar. 
En 1989 volvió a ser éxito con su canción Bella signora, tema de Lucio Dalla que en los 90' fue éxito también del cantante Emmanuel en su versión en español Bella Señora.
Otro de sus éxitos posteriores fueron: Mi amado enemigo, Innamorato, Uno su mille, este también cuenta con una versión en español por el cantante Manuel Mijares como Uno entre mil y su propia versión de la La chica de humo titulada Ma Tu Chi Sei en 1992.
En 2022 participa en el Festival de la Canción de San Remo.

## Discografía
- 1963: Gianni Morandi (RCA Italiana) (Reeditado en 1999 en versión CD - RCA)
- 1964: Ritratto di Gianni (RCA Italiana) (Reeditado en 1999 en CD - RCA)
- 1966: Gianni 3 (RCA Italiana) (En 1999 CD editado por RCA)
- 1967: Per amore...per magia... (RCA Italiana) (En 1999 CD - RCA)
- 1967: Gianni 4 - Un mondo d'amore (RCA Italiana)
- 1968: Gianni 5 (RCA Italiana) (Existen 5 versiones de este LP).
- 1970: Gianni 6 (RCA Italiana)
- 1970: Gianni 7 (RCA Italiana)
- 1971: Un mondo di donne (RCA Italiana)
- 1972: Il mondo cambierà (RCA Italiana)
- 1973: Jacopone (RCA Italiana)
- 1975: Il mondo di frutta candita (RCA Italiana)
- 1976: Per poter vivere (RCA Italiana)
- 1978: Gianni Morandi (RCA Italiana)
- 1978: Old Parade Morandi (RCA Italiana)
- 1979: Abbracciamoci (RCA Italiana)
- 1980: Cantare (RCA)
- 1982: Morandi (RCA)
- 1983: La mia nemica amatissima (RCA)
- 1984: Immagine italiana (RCA)
- 1985: Uno su mille (RCA)
- 1987: Le italiane sono belle (RCA)
- 1988: Dalla/Morandi (RCA)
- 1988: Dalla/Morandi In Europa (Ariola)
- 1989: Varietà (RCA)
- 1995: Morandi (BMG-Penguin)
- 1997: Celeste, azzurro e blu (BMG-Penguin)
- 2000: Come fa bene l'amore (BMG-Mormora music)
- 2002: L'amore ci cambia la vita (Epic - Sony music)
- 2004: A chi si ama veramente (Epic - Sony music)
- 2009: Canzoni da non perdere (Epic - Sony music)
- 2013: Bisogna vivere
- 2017: Volare con Fabio Rovazzi
- 2018: D'amore d'autore